# أوليغ سوفوروف
أوليغ سوفوروف هو لاعب كرة قدم روسي في مركز حراسة المرمى، ولد في 23 فبراير 1997 في ستافروبول في روسيا. لعب مع دينامو ستافروبول.